# Brachyelytrum japonicum
Brachyelytrum japonicum là một loài thực vật có hoa trong họ Hòa thảo. Loài này được (Hack.) Matsum. ex Honda mô tả khoa học đầu tiên năm 1930.